# Chapelle Saint-Del de Gerbamont
La chapelle Saint-Del  est située à Gerbamont, dans le département des Vosges, en France.

## Localisation
L'édifice, consacré à saint Del, est situé au lieu-dit de Grand-Clozel.

## Histoire
L'édifice est construit en 1716.
La chapelle est inscrite au monument historique par arrêté du 5 avril 1993.

## Description
La chapelle est majoritairement bâtie en granit crépi, tandis que sa façade d'entrée est constituée de pierres de grès rose. À l'intérieur, on découvre une salle dotée d'un plafond lambrissé, d'une allée pavée de grosses dalles et de trois petites fenêtres éclairant la nef de chaque côté. L'autel se caractérise par une table en grès ornée de bois sculpté.
La chapelle est fermée au public.